# Ville-d'Avray
Ville-d'Avray é uma comuna francesa no departamento de Altos do Sena,  na região administrativa da Ilha de França. Estende-se por uma área de 3,67 km². Em 2010 a comuna tinha 10 828 habitantes.

## Toponímia
O lugar é atestado na forma Villa Davren no século XII, Villa d’Avrea em 1200,  Ville davrai em 1240, Villa Davrea em 1460, Villadavrei, Villadavreti, Villa davreii, Villa Alberti, Ville Davrai, Ville Davré, Villa Davret em 1527.

## História
Na vila fica a Fontaine du Roy, cujas águas eram conhecidas por serem as melhores dos arredores de Paris, e que Luís XVI reservava para seu uso particular.
Em 1815, o general Piré junto com general Exelmans aí lutaram contra os prussianos.
Em 30 de setembro de 1870, um ballon-poste voou do boulevard d'Italie a Paris então assediada e terminou seu curso, abatido pelos prussianos nas linhas inimigas em Ville-d'Avray entre o Bois de Fausses-Reposes e a estrada de Versalhes, no lugar chamado Femme-sans-Tête.

## Demografia
| 1793 | 1800 | 1806 | 1821 | 1831 | 1836 | 1841 | 1846 | 1851  |
| ---- | ---- | ---- | ---- | ---- | ---- | ---- | ---- | ----- |
| 458  | 459  | 471  | 514  | 691  | 768  | 896  | 955  | 1 044 |

| 1856  | 1861  | 1866  | 1872  | 1876  | 1881  | 1886  | 1891  | 1896  |
| ----- | ----- | ----- | ----- | ----- | ----- | ----- | ----- | ----- |
| 1 063 | 1 120 | 1 346 | 1 294 | 1 274 | 1 359 | 1 559 | 1 498 | 1 511 |

| 1901  | 1906  | 1911  | 1921  | 1926  | 1931  | 1936  | 1946  | 1954  |
| ----- | ----- | ----- | ----- | ----- | ----- | ----- | ----- | ----- |
| 1 532 | 1 730 | 1 887 | 2 316 | 2 698 | 3 088 | 2 915 | 3 397 | 4 351 |

| 1962 | 1968   | 1975   | 1982   | 1990   | 1999   | - | - | - |
| --- | ------ | ------ | ------ | ------ | ------ | - | - | - |
| 5 802 | 10 365 | 11 698 | 11 625 | 11 616 | 11 415 | - | - | - |
| Para os censos de 1962 a 2006 a população legal corresponde à popolução sem duplicidades, segundo define o INSEE. |        |        |        |        |        |   |   |   |

## Cultura local e patrimônio

### Lugares e monumentos
A cidade tem muitos monumentos listados no inventário geral do patrimônio cultural da França.
- Igreja Saint-Nicolas-et-Saint-Marc de Ville-d'Avray

### Personalidades ligadas à comuna
- Marc-Antoine Thierry, barão de Ville-d'Avray (1732-1792), primeiro prefeito de Versalhes.
- Jacques-Henri Bernardin de Saint-Pierre (1737-1814), escritor.
- Augustin Fresnel (1788-1827), físico.
- Jean-Baptiste Camille Corot (1796-1875), pintor, considerado como o primeiro impressionista, pintou em Ville-d'Avray.
- Arthur de Gobineau (1816-1882), diplomata e escritor.
- Nicolae Bălcescu (1819-1852), historiador, escritor e revolucionário romeno.
- Cécile Azimont (1827-?), atriz parisiense.
- Frédéric Chopin (1830-1849), compositor e pianista, permaneceu em maio 1847 com seu amigo Thomas Albrecht, cônsul da Saxônia em Paris (cf RAMBEAU Chopin. L'enchanteur autoritaire, L'Harmattan, 2005)
- Alphonse Lemerre (1838-1912), editor, antigo prefeito de Ville-d'Avray.
- Auguste Renoir (1841-1919), pintor, cujos pais moravam em Ville-d'Avray
- Édouard Detaille (1848-1912).
- Jean Rostand (1894-1977), escritor, moralista, biólogo, historiador das ciências.
- Pierre-Henri Simon (1903-1972), intelectual comprometido, historiador de literatura, ensaísta, romancista, poeta, crítico literário, membro da Academia Francesa e da Academia de Saintonge.
- Édouard Branly (1844-1940), físico e médico francês e precursor do rádio.
- Yehudi Menuhin (1916-1999), violinista e maestro.
- Boris Vian (1920-1959), escritor francês, poeta, letrista, cantor, crítico e músico de jazz.
- Sydney Chaplin (1926-2009), ator, filho de Charles Chaplin.
- Richard Clayderman (1953), pianista.
- Isabelle Huppert (1953), atriz.
- Mylène Farmer (1961).
- Isabelle Aubret (1938) cantora.
- Emmanuel Joel-Hornak (1956), maestro.